# Jens Müller
Jens Müller (Torgau, 6 juli 1965) is een voormalig Duits rodelaar.
Müller won tijdens de wereldkampioenschappen 1985 in eigen land de bronzen medaille individueel. Twee jaar later in Igls won Müller de zilveren medaille tijdens de wereldkampioenschappen. Tijdens de Olympische Winterspelen 1988 behaalde Müller zijn grootste succes met het winnen van olympisch goud. Op de spelen van 1992 en 1994 behaalde Müller geen medailles. Tijdens de Olympische Winterspelen 1998 won Müller de bronzen medaille achter Georg Hackl en Armin Zöggeler. In 2000 behaalde Müller op de natuurijsbaan van Sankt Moritz de wereldtitel.

## Resultaten

### Wereldkampioenschappen
| Jaar | Plaats       | Resultaat   |
| ---- | ------------ | ----------- |
| 1985 | Oberhof      | individueel |
| 1987 | Igls         | individueel |
| 1989 | Winterberg   | individueel |
| 1990 | Calgary      | individueel |
| 1996 | Altenberg    | individueel |
| 1999 | Königssee    | individueel |
| 2000 | Sankt Moritz | individueel |

### Olympische Winterspelen
| Jaar | Plaats      | Resultaat      |
| ---- | ----------- | -------------- |
| 1988 | Calgary     | individueel    |
| 1992 | Albertville | 5e individueel |
| 1994 | Lillehammer | 8e individueel |
| 1998 | Nagano      | individueel    |

1964: Thomas Köhler ·
1968: Manfred Schmid ·
1972: Wolfgang Scheidel ·
1976: Dettlef Günther ·
1980: Bernhard Glass ·
1984: Paul Hildgartner ·
1988: Jens Müller ·
1992: Georg Hackl ·
1994: Georg Hackl ·
1998: Georg Hackl ·
2002: Armin Zöggeler ·
2006: Armin Zöggeler ·
2010: Felix Loch ·
2014: Felix Loch ·
2018: David Gleirscher ·
2022: Johannes Ludwig
- Gemeinsame Normdatei: 1284847713
- International Standard Name Identifier: 0000 0000 2139 5049
- Virtual International Authority File: 4656168048994438410008